# Aphanisticus elongatus
Aphanisticus elongatus é uma espécie de insetos coleópteros polífagos pertencente à família Buprestidae.
A autoridade científica da espécie é Villa & Villa, tendo sido descrita no ano de 1835.
Trata-se de uma espécie presente no território português.